# Hugues II du Puiset-Jaffa
 (janvier 2015).
Pour les articles homonymes, voir Hugues II et Hugues du Puiset.
Hugues II du Puiset, né vers 1106, mort vers 1134, est un comte de Jaffa (1123-1132), fils de Hugues Ier, comte de Jaffa, et de Mabille de Roucy.

## Biographie
Selon Guillaume de Tyr, ses parents se rendirent en Terre Sainte en pèlerinage, et Hugues naquit en Apulée pendant ce voyage. Comme le nouveau-né semble de santé fragile, ses parents n'osent pas lui faire subir les rigueurs de la traversée et le confient au prince Bohémond II de Tarente, héritier de la principauté d'Antioche. Ses parents parviennent à Jérusalem et son père reçoit le comté de Jaffa, puis meurt en 1118. Sa mère se remarie à Albert de Namur qui administre le comté, régulièrement en butte aux incursions des Fatimides d'Égypte.
On ne sait pas où Hugues du Puiset a passé son enfance, ni quand il se rend dans le royaume de Jérusalem. René Grousset indique qu'il accompagne Bohémond II lorsque ce dernier vient prendre possession de la principauté d'Antioche, mais cet évènement se passe en 1126 alors qu'Hugues du Puiset est déjà comte de Jaffa depuis 1123. De plus, il est mentionné comme ami d'enfance de la reine Mélisende de Jérusalem, ce qui est difficilement possible si l'une a été élevée à Jérusalem et l'autre à Tarente,.
Après la mort d'Albert de Namur, le roi Baudouin II, son cousin germain, lui donne en 1123 le comté de Jaffa et le marie à Emma, nièce du patriarche Arnoulf de Rœux et veuve d'Eustache Ier de Grenier, seigneur de Césarée. Hugues et Mélisende ont des liens étroits d'amitié, mais la rumeur le disait trop familier avec la reine et, après la mort de Baudouin II et l'avènement de Foulques d'Anjou, mari de Mélisende, l'hostilité monte entre Foulques et Hugues et la cour se divise bientôt entre les deux camps. Selon Guillaume de Tyr, Gautier Grenier, seigneur de Césarée et beau-fils d'Hugues, l'accuse de trahison lors d'une séance de la Haute Cour et lui lance un défi. Une date est fixée pour le duel judiciaire, mais, le jour venu, Hugues se dérobe pour une raison inconnue : peut-être craint-il un piège de Foulques ou peut-être avait-il fait un faux serment pour protéger la reine et redoute-t-il la fureur divine. Son absence empêche ses partisans de prendre sa défense et il est reconnu coupable par défaut,.
À cette nouvelle, Hugues prend peur et se rend à Ascalon pour se mettre sous la protection des Égyptiens. Ces derniers profitent de cette alliance pour envahir le sud du royaume de Jérusalem jusqu'à Arsur, mais les vassaux d'Hugues, son connétable Balian d'Ibelin en tête, ulcérés par cette trahison, abandonnent leur suzerain et livrent Jaffa à Foulques, qui repousse les Égyptiens, mais ne peut empêcher la prise de Panéas par Zengi, atabeg de Mossoul et d'Alep. Hugues du Puiset n'a plus d'autre choix que faire sa soumission au roi et implorer son pardon. Afin d'apaiser les griefs et les haines, il est convenu qu'Hugues serait exilé pendant trois ans et retrouverait ses fiefs à son retour,.
En attendant son départ pour l'Italie, Hugues séjourne à Jérusalem, quand il est pris à partie par un chevalier breton et grièvement blessé. La population, croyant dans un premier temps que le roi avait ordonné l'agression alors que la trêve était conclue entre le comte et le roi, menace de se révolter, estimant l'agression injuste. Foulques, innocent de cet attentat, ordonne que l'agresseur soit jugé par la Haute Cour des Barons, qui condamne le chevalier breton au démembrement, puis ordonne que son exécution soit publique, tout en interdisant qu'on lui coupe la langue, de sorte qu'il puisse parler jusqu'au bout. Par ce procédé, le peuple hyérosolomitain est convaincu de l'innocence du roi,.
Malgré la gravité de ses blessures, Hugues se rétablit et s'exile en Apulée où le roi Roger II de Sicile, son parent, le fait comte de Gargan. Il meurt peu après,.

## Parentés d'Hugues du Puiset
|                                        |                                        |                                        |                                        |                                        |                                        |                      |                      |                                              |                                              |                                              |                                              |                                              |                                              |                          |                          |                                   |                                   |                                   |                                   |                                   |                                   |  |  |                                |                                |                                |                                |                                |                                |  |  | Tancrède de Hauteville                |                                       |                                       |                                       |                                       |                                       |  |  |                         |                         |                         |                         |                         |                         |  |  |  |  |  |  |  |  |  |  |  |  |  |  |  |  |  |  |  |  |  |  |  |  |  |  |
|                                        |                                        |                                        |                                        |                                        |                                        |                      |                      |                                              |                                              |                                              |                                              |                                              |                                              |                          |                          |                                   |                                   |                                   |                                   |                                   |                                   |  |  |                                |                                |                                |                                |                                |                                |  |  |                                       |                                       |                                       |                                       |                                       |                                       |  |  |                         |                         |                         |                         |                         |                         |  |  |  |  |  |  |  |  |  |  |  |  |  |  |  |  |  |  |  |  |  |  |  |  |  |  |
|                                        |                                        |                                        |                                        |                                        |                                        |                      |                      |                                              |                                              |                                              |                                              |                                              |                                              |                          |                          |                                   |                                   |                                   |                                   |                                   |                                   |  |  |                                |                                |                                |                                |                                |                                |  |  |                                       |                                       |                                       |                                       |                                       |                                       |  |  |                         |                         |                         |                         |                         |                         |  |  |  |  |  |  |  |  |  |  |  |  |  |  |  |  |  |  |  |  |  |  |  |  |  |  |
|                                        |                                        |                                        |                                        | Gui Ier de Montlhéry                   | Gui Ier de Montlhéry                   | Gui Ier de Montlhéry | Gui Ier de Montlhéry | Gui Ier de Montlhéry                         | Gui Ier de Montlhéry                         |                                              |                                              |                                              |                                              |                          |                          |                                   |                                   |                                   |                                   |                                   |                                   |  |  | Robert Guiscard                | Robert Guiscard                | Robert Guiscard                | Robert Guiscard                | Robert Guiscard                | Robert Guiscard                |  |  |                                       |                                       |                                       |                                       |                                       |                                       |  |  | Roger Ier roi de Sicile | Roger Ier roi de Sicile | Roger Ier roi de Sicile | Roger Ier roi de Sicile | Roger Ier roi de Sicile | Roger Ier roi de Sicile |  |  |  |  |  |  |  |  |  |  |  |  |  |  |  |  |  |  |  |  |  |  |  |  |  |  |
|                                        |                                        |                                        |                                        | Gui Ier de Montlhéry                   | Gui Ier de Montlhéry                   | Gui Ier de Montlhéry | Gui Ier de Montlhéry | Gui Ier de Montlhéry                         | Gui Ier de Montlhéry                         |                                              |                                              |                                              |                                              |                          |                          |                                   |                                   |                                   |                                   |                                   |                                   |  |  | Robert Guiscard                | Robert Guiscard                | Robert Guiscard                | Robert Guiscard                | Robert Guiscard                | Robert Guiscard                |  |  |                                       |                                       |                                       |                                       |                                       |                                       |  |  | Roger Ier roi de Sicile | Roger Ier roi de Sicile | Roger Ier roi de Sicile | Roger Ier roi de Sicile | Roger Ier roi de Sicile | Roger Ier roi de Sicile |  |  |  |  |  |  |  |  |  |  |  |  |  |  |  |  |  |  |  |  |  |  |  |  |  |  |
|                                        |                                        |                                        |                                        |                                        |                                        |                      |                      |                                              |                                              |                                              |                                              |                                              |                                              |                          |                          |                                   |                                   |                                   |                                   |                                   |                                   |  |  |                                |                                |                                |                                |                                |                                |  |  |                                       |                                       |                                       |                                       |                                       |                                       |  |  |                         |                         |                         |                         |                         |                         |  |  |  |  |  |  |  |  |  |  |  |  |  |  |  |  |  |  |  |  |  |  |  |  |  |  |
| Mélisende x Hugues Ier comte de Rethel | Mélisende x Hugues Ier comte de Rethel | Mélisende x Hugues Ier comte de Rethel | Mélisende x Hugues Ier comte de Rethel | Mélisende x Hugues Ier comte de Rethel | Mélisende x Hugues Ier comte de Rethel |                      |                      | Alix x Hugues Ier Blavons seigneur du Puiset | Alix x Hugues Ier Blavons seigneur du Puiset | Alix x Hugues Ier Blavons seigneur du Puiset | Alix x Hugues Ier Blavons seigneur du Puiset | Alix x Hugues Ier Blavons seigneur du Puiset | Alix x Hugues Ier Blavons seigneur du Puiset |                          |                          | Sibylle x Ebles II comte de Roucy | Sibylle x Ebles II comte de Roucy | Sibylle x Ebles II comte de Roucy | Sibylle x Ebles II comte de Roucy | Sibylle x Ebles II comte de Roucy | Sibylle x Ebles II comte de Roucy |  |  |                                |                                |                                |                                |                                |                                |  |  | Bohémond de Tarente prince d'Antioche | Bohémond de Tarente prince d'Antioche | Bohémond de Tarente prince d'Antioche | Bohémond de Tarente prince d'Antioche | Bohémond de Tarente prince d'Antioche | Bohémond de Tarente prince d'Antioche |  |  |                         |                         |                         |                         |                         |                         |  |  |  |  |  |  |  |  |  |  |  |  |  |  |  |  |  |  |  |  |  |  |  |  |  |  |
| Mélisende x Hugues Ier comte de Rethel | Mélisende x Hugues Ier comte de Rethel | Mélisende x Hugues Ier comte de Rethel | Mélisende x Hugues Ier comte de Rethel | Mélisende x Hugues Ier comte de Rethel | Mélisende x Hugues Ier comte de Rethel |                      |                      | Alix x Hugues Ier Blavons seigneur du Puiset | Alix x Hugues Ier Blavons seigneur du Puiset | Alix x Hugues Ier Blavons seigneur du Puiset | Alix x Hugues Ier Blavons seigneur du Puiset | Alix x Hugues Ier Blavons seigneur du Puiset | Alix x Hugues Ier Blavons seigneur du Puiset |                          |                          | Sibylle x Ebles II comte de Roucy | Sibylle x Ebles II comte de Roucy | Sibylle x Ebles II comte de Roucy | Sibylle x Ebles II comte de Roucy | Sibylle x Ebles II comte de Roucy | Sibylle x Ebles II comte de Roucy |  |  |                                |                                |                                |                                |                                |                                |  |  | Bohémond de Tarente prince d'Antioche | Bohémond de Tarente prince d'Antioche | Bohémond de Tarente prince d'Antioche | Bohémond de Tarente prince d'Antioche | Bohémond de Tarente prince d'Antioche | Bohémond de Tarente prince d'Antioche |  |  |                         |                         |                         |                         |                         |                         |  |  |  |  |  |  |  |  |  |  |  |  |  |  |  |  |  |  |  |  |  |  |  |  |  |  |
| Baudouin II roi de Jérusalem           | Baudouin II roi de Jérusalem           | Baudouin II roi de Jérusalem           | Baudouin II roi de Jérusalem           | Baudouin II roi de Jérusalem           | Baudouin II roi de Jérusalem           |                      |                      | Hugues Ier comte de Jaffa                    | Hugues Ier comte de Jaffa                    | Hugues Ier comte de Jaffa                    | Hugues Ier comte de Jaffa                    | Hugues Ier comte de Jaffa                    | Hugues Ier comte de Jaffa                    |                          |                          | Mabel de Roucy                    | Mabel de Roucy                    | Mabel de Roucy                    | Mabel de Roucy                    | Mabel de Roucy                    | Mabel de Roucy                    |  |  | Albert de Namur comte de Jaffa | Albert de Namur comte de Jaffa | Albert de Namur comte de Jaffa | Albert de Namur comte de Jaffa | Albert de Namur comte de Jaffa | Albert de Namur comte de Jaffa |  |  | Bohémond II prince d'Antioche         | Bohémond II prince d'Antioche         | Bohémond II prince d'Antioche         | Bohémond II prince d'Antioche         | Bohémond II prince d'Antioche         | Bohémond II prince d'Antioche         |  |  | Roger II roi de Sicile  | Roger II roi de Sicile  | Roger II roi de Sicile  | Roger II roi de Sicile  | Roger II roi de Sicile  | Roger II roi de Sicile  |  |  |  |  |  |  |  |  |  |  |  |  |  |  |  |  |  |  |  |  |  |  |  |  |  |  |
| Baudouin II roi de Jérusalem           | Baudouin II roi de Jérusalem           | Baudouin II roi de Jérusalem           | Baudouin II roi de Jérusalem           | Baudouin II roi de Jérusalem           | Baudouin II roi de Jérusalem           |                      |                      | Hugues Ier comte de Jaffa                    | Hugues Ier comte de Jaffa                    | Hugues Ier comte de Jaffa                    | Hugues Ier comte de Jaffa                    | Hugues Ier comte de Jaffa                    | Hugues Ier comte de Jaffa                    |                          |                          | Mabel de Roucy                    | Mabel de Roucy                    | Mabel de Roucy                    | Mabel de Roucy                    | Mabel de Roucy                    | Mabel de Roucy                    |  |  | Albert de Namur comte de Jaffa | Albert de Namur comte de Jaffa | Albert de Namur comte de Jaffa | Albert de Namur comte de Jaffa | Albert de Namur comte de Jaffa | Albert de Namur comte de Jaffa |  |  | Bohémond II prince d'Antioche         | Bohémond II prince d'Antioche         | Bohémond II prince d'Antioche         | Bohémond II prince d'Antioche         | Bohémond II prince d'Antioche         | Bohémond II prince d'Antioche         |  |  | Roger II roi de Sicile  | Roger II roi de Sicile  | Roger II roi de Sicile  | Roger II roi de Sicile  | Roger II roi de Sicile  | Roger II roi de Sicile  |  |  |  |  |  |  |  |  |  |  |  |  |  |  |  |  |  |  |  |  |  |  |  |  |  |  |
|                                        |                                        |                                        |                                        |                                        |                                        |                      |                      |                                              |                                              |                                              |                                              |                                              |                                              |                          |                          |                                   |                                   |                                   |                                   |                                   |                                   |  |  |                                |                                |                                |                                |                                |                                |  |  |                                       |                                       |                                       |                                       |                                       |                                       |  |  |                         |                         |                         |                         |                         |                         |  |  |  |  |  |  |  |  |  |  |  |  |  |  |  |  |  |  |  |  |  |  |  |  |  |  |
| Mélisende x Foulque d’Anjou            | Mélisende x Foulque d’Anjou            | Mélisende x Foulque d’Anjou            | Mélisende x Foulque d’Anjou            | Mélisende x Foulque d’Anjou            | Mélisende x Foulque d’Anjou            |                      |                      |                                              |                                              |                                              |                                              | Hugues II comte de Jaffa                     | Hugues II comte de Jaffa                     | Hugues II comte de Jaffa | Hugues II comte de Jaffa | Hugues II comte de Jaffa          | Hugues II comte de Jaffa          |                                   |                                   |                                   |                                   |  |  |                                |                                |                                |                                |                                |                                |  |  |                                       |                                       |                                       |                                       |                                       |                                       |  |  |                         |                         |                         |                         |                         |                         |  |  |  |  |  |  |  |  |  |  |  |  |  |  |  |  |  |  |  |  |  |  |  |  |  |  |